# نیوبوسن دی‌کلرید
نیوبوسن دی‌کلرید (به انگلیسی: Niobocene dichloride) با فرمول شیمیایی C۱۰H1oCl۲Nb یک ترکیب شیمیایی است. که جرم مولی آن 294 g/mol می‌باشد. شکل ظاهری این ترکیب، جامد قهوه‌ای است.